# Švica
Švica falu Horvátországban Lika-Zengg megyében. Közigazgatásilag Otocsánhoz tartozik

## Fekvése
Zenggtől légvonalban 25 km-re, közúton 42 km-re délkeletre, községközpontjától 6 km-re nyugatra a Kis-Kapela és a Velebit-hegység között, az 50-es főútról Krasno Poljéra menő út mellett  fekszik. A Gacka Otocsánnál két ágra válik. A bal oldali ág a Švica-völgybe folyik, ahol a Švica-tóba ömlik. A jobb oldali ág átfolyik Otocsánon és Brlog mellett újra két kisebb ágra oszlik. Az egyik ág a Vlaškoga mezőn, a másik a Gusića mezőn tűnik el egy víznyelőben. Különösen festői látvány a halban gazdag Švica-tó, a Švicai vízesések és a régi malmok maradványai.

## Története
Švica területe már a történelem előtti időben lakott volt, ahol megtalálták az ókori japod kultúra emlékeit. A 13. század végén a terület a vegliai grófok (a későbbi Frangepánok) birtoka lett, akiknek több malmuk volt itt. Egy 1444-ben kelt oklevél szerint Frangepán Zsigmond, Gacka és Otocsán ura egyik švicai malmát a zenggi Szent Ilona pálos kolostornak adta. Egy 1466-ban kelt oklevél szerint a gvozdi Szent Miklós-kolostornak két itteni malmot adományozott. Hogy hol voltak ezek a malmok, arról nincs adat, de a mai malmok közül jó néhány valószínűleg az egykori Frangepán-malmok alapjaira épült. A 16. században a török betörések hatására a terület elnéptelenedett. 1617-ben az uszkók háborút lezáró madridi béke értelmében a tengerpartról uszkókok tömegei telepedtek le Otocsán vidékén, így Švica területén is. 1734-ben Švicán 54 ház állt. 1772-ben a károlyvárosi parancsnokság megbízásából Vranić kanonok összeírta a határőrvidék katolikus templomait. Ekkor említik először a švicai Keresztelő Szent János templomot. 1786-ban a falu új templomot épített, amelyet ugyancsak Keresztelő Szent János tiszteletére szenteltek fel. Anyakönyveit 1789-től vezetik. 1807-ben megalapították a falu önálló plébániáját; épülete 1818-ban épült. A település első iskolája 1840-ben nyitotta meg kapuit, és 1872-ig működött. 1874-ben új iskolát építettek. A templomot 1862 és 1864 között bővítették.
A falunak 1857-ben 974, 1910-ben 1051 lakosa volt. A templomhoz 1903-ban új harangtornyot építettek, megújították a födémet és a plébániát is. A trianoni békeszerződésig Lika-Korbava vármegye Otocsáni járásához tartozott. Ezután előbb a Szerb–Horvát–Szlovén Királyság, majd Jugoszlávia része lett. 1935-ben kis vízierőmű épült a településen. 1941. július 29-én az usztasák 27 helyi, főként pravoszláv vallású lakost vertek meg. 1943. június 2-án olasz bombatalálat érte az iskola épületét. A malmairól híres településen még 1965-ben is 15 malom és 3 fűrészmalom működött, összesen 64 malomkerékkel. Ma legtöbbjük romokban áll. Jugoszlávia felbomlása után 1991-ben a független Horvátország része lett. 1991. szeptember 15-én szerb csapatok rakétákkal lőtték a templomot, amelynek tetőszerkezete súlyosan megrongálódott. 2011-ben 464 lakosa volt.

## Lakosság
| Lakosság változása | Lakosság változása | Lakosság változása | Lakosság változása | Lakosság változása | Lakosság változása | Lakosság változása | Lakosság változása | Lakosság változása | Lakosság változása | Lakosság változása | Lakosság változása | Lakosság változása | Lakosság változása | Lakosság változása | Lakosság változása |
| ------------------ | ------------------ | ------------------ | ------------------ | ------------------ | ------------------ | ------------------ | ------------------ | ------------------ | ------------------ | ------------------ | ------------------ | ------------------ | ------------------ | ------------------ | ------------------ |
| 1857               | 1869               | 1880               | 1890               | 1900               | 1910               | 1921               | 1931               | 1948               | 1953               | 1961               | 1971               | 1981               | 1991               | 2001               | 2011               |
| 974                | 791                | 871                | 858                | 987                | 1.051              | 1.048              | 1.074              | 1.056              | 908                | 637                | 714                | 655                | 558                | 526                | 464                |

## Nevezetességei
- Keresztelő Szent János tiszteletére szentelt katolikus plébániatemploma 1786-ban épült. A plébániát 1807-ben alapították, addig az otocsáni plébániához tartozott. A templomhoz 1903-ban új harangtornyot építettek, majd 1940-ben az egész épületet teljesen megújították. 1991 szeptember 15-én a szerb tüzérség súlyosan megrongálta.
- Švica vízesései a település különösen szép természeti látványosságai. A Gacka folyónak ez az ága több mint negyven vízeséssel ömlik itt a Švica-tóba. A Plitvicei-tavak után a legszebbnek tartják az országban, már a régi képeslapokon is előszeretettel ábrázolták. A folyón egykor számos vízimalom működött, mára azonban csak a romjaik láthatók.